# Jean Ramez
Jean-Ernest Ramez (Prisches, 15 maggio 1932 – Échirolles, 17 novembre 2020) è stato uno schermidore francese, vincitore di due medaglie di bronzo ai campionati mondiali di scherma.